# Марсден, Гордон
Го́рдон Ма́рсден (англ. Gordon Marsden; род. 28 ноября 1953, Манчестер, Ланкашир, Великобритания) — британский политик, член палаты общин Великобритании от Лейбористской партии с 1997 по 2019 год. В теневом кабинете министров занимал посты министра предпринимательства, инноваций и ремёсел в 2010—2013 и 2015—2016, министра транспорта 2013—2015, министра образования 2015—2019 годах. Член Фабианского общества, главой которого он был 2000—2001 году.

## Личная жизнь
Родился в Манчестере 28 ноября 1953 года в пролетарской семье; его отец был профсоюзным лидером . Начальное образование Марсден получил в грамматической школе в Стокпорте. Затем поступил и окончил Новый колледж Оксфордского университета со степенью бакалавра в области современной истории. Во время обучения дружил с Питером Мандельсоном и Беназир Бхутто. Продолжил образование в Варбургском институте Лондонского университета. Затем обучался в Школе управления им. Джона Ф. Кеннеди Гарвардского университета в качестве стипендиата Кеннеди в области изучения политики и международных отношений.
В 1994—1997 годах работал преподавателем Открытого университета и советником по связям с общественностью организации «Английское наследие». В течение двенадцати лет был редактором журналов «История сегодня» и «Новый социалист». Марсден является членом Фабианского общества, председателем которого он был в 2000—2001 году. Он также занимал пост председателя Общества молодых фабианцев и был попечителем здания общества на улице Дартмут в Лондоне.
Гордон Марсден — открытый гомосексуал. Каминг-аут совершил в 1998 году; на время признания в гомосексуальности состоял в отношениях и жил со своим партнёром в Брайтоне. Во время работы в парламенте он последовательно выступал за соблюдение прав ЛГБТ-людей в Великобритании.
Его любимая книга — «Рождественская песнь в прозе» Чарльза Диккенса. В 2009 году в издании «Дейли телеграф» он был назван одним из «святых» членов парламента, из-за низкого уровня расходов на своё содержание из государственной казны.

## Политическая карьера
Карьеру политика Марсден начал с участия в выборах 1992 года, когда баллотировался в палату общин от лейбористской партии в округе Южный Блэкпул. Он победил в этом округе на следующих выборах 1997 года, и был членом парламента до 2019 года, одержав победы на выборах 2001, 2005, 2010, 2015, 2017 годов. На выборах 2019 года Марсден проиграл кандидату от консервативной партии Скотту Бентону.
После избрания служил личным парламентским секретарём в 2001—2003 годах у Дерри Эрвина в Департаменте лорда-канцлера, в 2003—2005 годах у Тессы Джоуэлл — государственного секретаря по культуре, средствам массовой информации и спорту и в 2009—2010 годах у Джона Денхема — государственного секретаря по делам общин и местного самоуправления.
Марсден был членом парламентского комитета по церковным делам с 31 января 2002 по 5 мая 2005 года и с 26 октября 2010 по 30 марта 2015 года. В теневом кабинете министров он занимал посты министра предпринимательства, инноваций и ремёсел (12 мая 2010 — 7 октября 2013), министра транспорта (7 октября 2013 — 18 сентября 2015), министра образования (18 сентября 2015 — 6 ноября 2019) и некоторое время снова министра предпринимательства, инноваций и ремёсел (18 сентября 2015 — 11 октября 2016).
В 2003 году был приглашённым членом парламента в колледже Святого Антония в Оксфорде. Им была основана первая группа лейбористов, представляющих приморские и прибрежные города Великобритании. В 2007 году его попросили возглавить группу «Манифест», агитировавшую за премьер-министра Гордона Брауна. Марсден был одним из тридцати шести членов парламента от лейбористской партии, выдвинувших Джереми Корбина в качестве кандидата на выборах руководства партии в 2015 году.

## Награды
- Член ордена Британской империи (13 июня 2025 года)[6]